# Tây du ký 3: Nữ Nhi Quốc
Tây Du Ký 3: Nữ Nhi Quốc (tựa tiếng Anh: The Monkey King 3) là một bộ phim điện ảnh thuộc thể loại hành động - kỳ ảo - phiêu lưu của Trung Quốc - Hồng Kông ra mắt năm 2018 dựa trên tiểu thuyết kinh điển Tây du ký của Ngô Thừa Ân. Đây là phần phim thứ ba của loạt phim Tây du ký, do Trịnh Bảo Thụy làm đạo diễn kiêm sản xuất, với sự tham gia của các diễn viên gồm Quách Phú Thành, Phùng Thiệu Phong, Thẩm Tiểu Dương, La Trọng Khiêm và Triệu Lệ Dĩnh. 
Phim khởi chiếu vào Tết Nguyên đán năm 2018 và nhận về nhiều lời đánh giá trái chiều từ các khán giả và các nhà phê bình phim.
Phần 4 của loạt phim hiện đang trong quá trình phát triển.

## Nội dung
Trong phần này, Đường Tăng (Phùng Thiệu Phong) và các đệ tử - Tôn Ngộ Không (Quách Phú Thành), Trư Bát Giới (Thẩm Tiểu Dương) và Sa Ngộ Tịnh (La Trọng Khiêm) - vô tình đi vào vùng đất của Tây Lương nữ quốc, một nơi mà chỉ toàn phụ nữ được nuôi dưỡng và được truyền dạy để tin rằng đàn ông luôn là kẻ lừa gạt nhẫn tâm trong tình yêu, cần phải được diệt trừ.
Trớ trêu thay, giữa Đường Tăng và Nữ vương (Triệu Lệ Dĩnh) lại nảy nở một tình yêu, dù Quốc sư (Lương Vịnh Kỳ) cố gắng ngăn cản. Theo lời tiên tri, sẽ có một ngày, có một vị hòa thượng từ Đông Thổ dẫn theo một con khỉ, một con heo và một người đàn ông lực lưỡng đến đây, thì đó cũng là lúc Nữ nhi quốc đi vào con đường diệt vong. Vậy Đường Tăng và các đồ đệ của mình sẽ làm cách nào để dứt ra khỏi những trớ trêu này?

## Diễn viên
- Quách Phú Thành vai Tôn Ngộ Không
- Phùng Thiệu Phong vai Đường Tăng
- Triệu Lệ Dĩnh vai Nữ vương
- Thẩm Tiểu Dương vai Trư Bát Giới
- La Trọng Khiêm vai Sa Ngộ Tịnh
- Lâm Chí Linh vai Hà Bá
- Lương Vịnh Kỳ vai Quốc sư
- Lưu Đào vai Quan Âm

## Phát hành
Tây Du Ký: Nữ nhi quốc được phát hành tại Trung Quốc vào ngày 16 tháng 2 năm 2018. Trong sự kiện đã được thông báo rằng bộ phim sẽ được phát hành vào ngày 16 tháng 2 năm 2018, ngày mùng Một Tết Nguyên đán năm Mậu Tuất.

## Tiếp nhận
Trên trang web đánh giá tổng hợp Rotten Tomatoes, bộ phim có tỷ lệ rating 33% dựa trên 6 đánh giá và xếp hạng trung bình 3,5 / 10. Trên Metacritic, rating chỉ đạt mức trung bình, bộ phim có điểm trung bình có trọng số là 51 trên 100, dựa trên 4 nhà phê bình, chỉ ra "đánh giá hỗn hợp hoặc trung bình". Trên trang web bán vé của Truyền thông Văn hóa Thiên Tân Maoyan, bộ phim đã nhận được 7,8 / 10 điểm từ khán giả dựa trên hơn 240.000 đánh giá.